# Catalina Mesquida Massutí
Catalina Mesquida Massutí (Felanitx, ca. 1857 - ca. 1907), coneguda com a sa mestra Mesquida, fou una mestra mallorquina.
Va néixer a Felanitx el 1857. Ja des de molt petita va internar a l'escola de la Puresa de la qual va ser superiora general Gaietana Alberta Giménez. Va estudiar magisteri a l'Escola Normal Femenina, com altres de les mestres de l'època que pogueren gaudir d'estudis superiors, i assolí el títol de mestra de primera ensenyança superior. Va desenvolupar la seva tasca professional a diversos llocs de la geografia mallorquina, com a Artà, Porreres i Felanitx a més de Maó, on la Junta d'Instrucció Pública reconeix la seva tasca pedagògica. Va passar a regentar una de les dues escoles de nines dirigida fins al moment per sor Belinda Julià. La seva tasca pedagògica i cultural va ser molt important. Organitzà la primera vetllada literària que es va celebrar a Porreres i aconseguí que un gran nombre de nines fossin a l'escola, lluitant així contra molts de prejudicis de l'època en relació amb el paper de la dona. Va haver de lluitar amb el sector de l'església que no només controlava ses escoles sinó també el que s'ensenyava. Per això la tasca d'aquesta generació de dones és encomiable, ja que lluitaven per l'alliberament de la dona dels murs de la seva llar i de les tradicions catòliques.